# Diskord
Diskord — норвежская группа из города Осло, играющая в стиле Техничный дэт-метал. Группа издала несколько альбомов, получивших хорошие отзывы публики. Группа примечательна так же тем, что основные партии вокала исполняет барабанщик.
Diskord выступала на ряде музывальных фестивалей и участвовала в нескольких турах. В частности, музыканты играли во многих городах Европы, в Японии и в Южной Африке. Участие в фестивалях включает в себя Inferno Metal Festival и by:Larm в Осло, Mono Goes Metal и Kill-Town в Дании, Old Grave fest в Бухаресте, Hole in the Sky в Бергене, Szczecin Extreme Festival в Польше, Asakusa Deathfest в Японии. Diskord выступали на разогреве у Nasum в Болонье и Possessed в Праге, Behemoth в Йоханнесбурге, ЮАР. Участвовали в Европейских турах с Dødheimsgard, Execration и Cryptic Brood.
Участники группы Эйвинд Аксельсен и Дмитрий Сухинин также являются участниками группы Defect Designer, ранее образованной в Новосибирске.

## Текущий состав
- Эйвинд Аксельсен (Eyvind W. Axelsen) — Бас гитара/Электроконтрабас/Вокал (1999 — наши дни)
- Ханс Йорген Эрсвик (Hans Jørgen Ersvik) — Барабаны/Вокал (1999 — наши дни)
- Дмитрий Сухинин — Guitar/Вокал (2014 — наши дни)

## Бывшие участники
- Ховар Ёстли (Håvard Østli) — гитара 2011—2014
- Эспен Хангор (Espen T. Hangård) — гитара 2007—2011
- Крис Мирэ (Chris Myhre) — гитара 1999—2007
- Квиле (Kvile) — гитара 2001—2002

## Видеоклипы
- Horrid Engine
- A Downward Spire

## Дискография
- Demo 2001 — издали самостоятельно, 2001
- Aural Abjection — издали самостоятельно, 2003
- HDFH — Vendlus Records, 2005
- Doomscapes — Edgerunner Music, 2007
- Oslo We Rot — сплит с Obliteration, Execration и Lobotomized — Unborn Productions, 2010
- Dystopics — No Posers Please!, 2012
- Oscillations — Australopithecus Records (США)/Hellthrasher Productions (Европа), 2014
- Degenerations – Transcending Obscurity Records, 2021